# Natur- & Geopark Mëllerdall

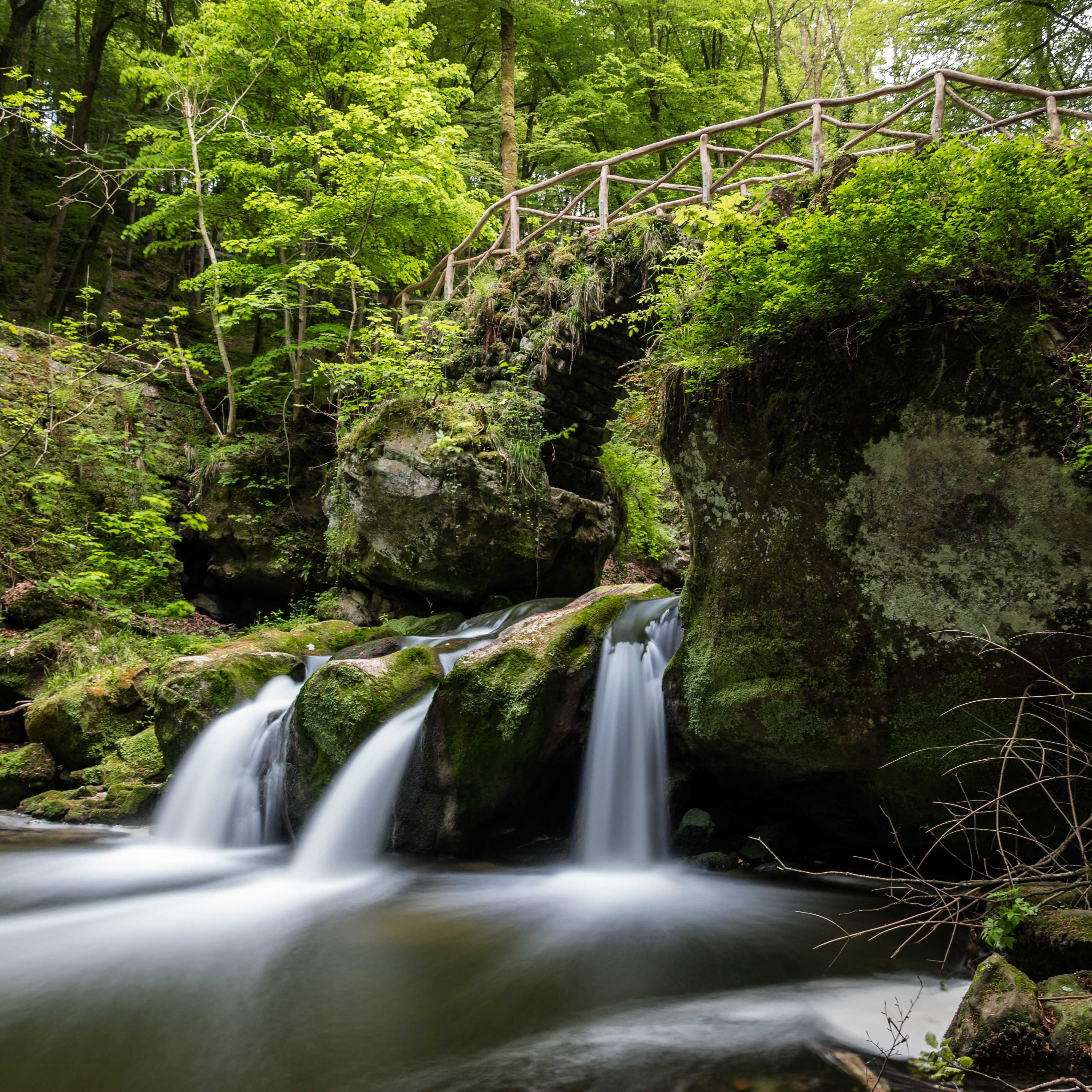
Schiessentümpel, Waldbillig

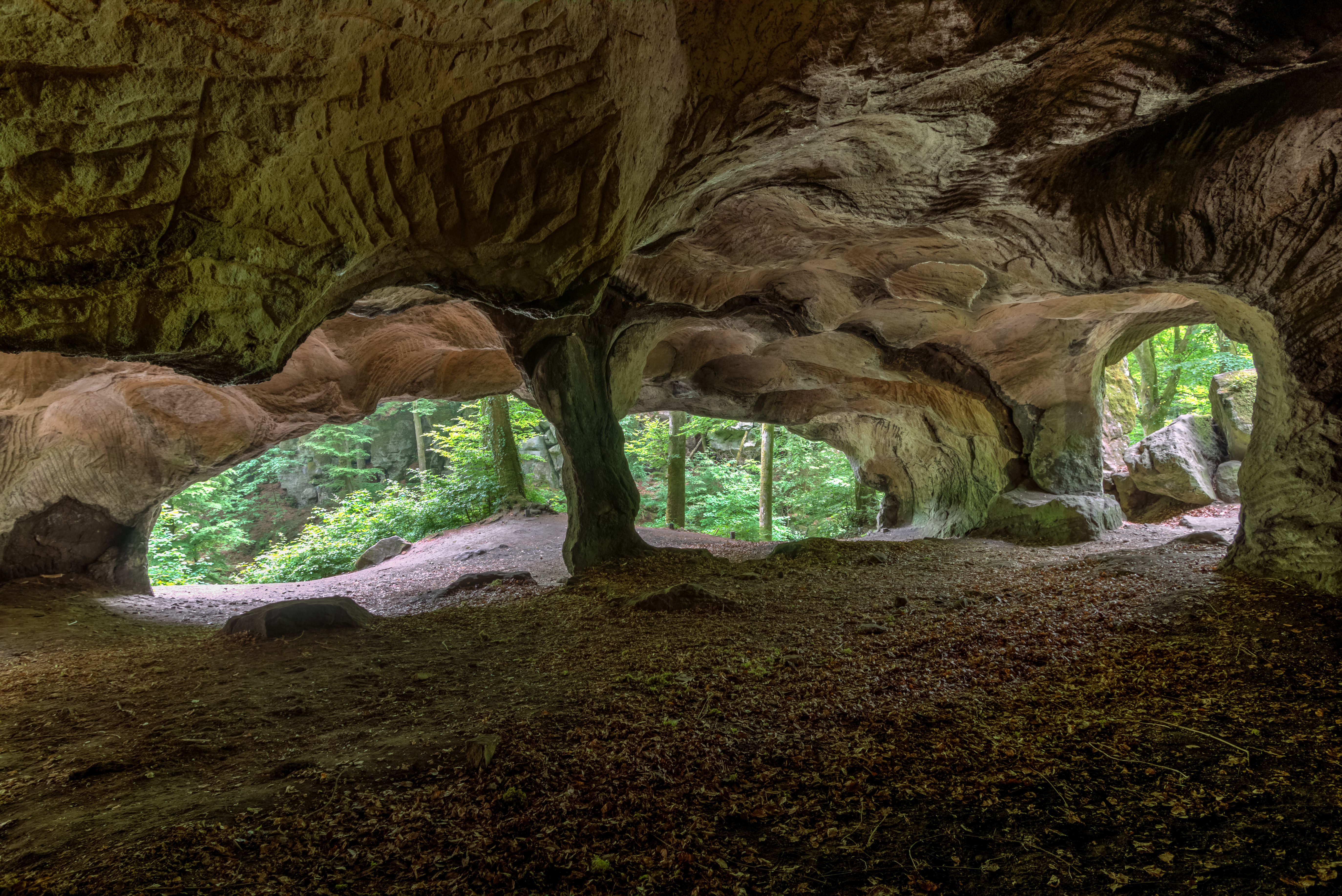
Hohllay, Berdorf

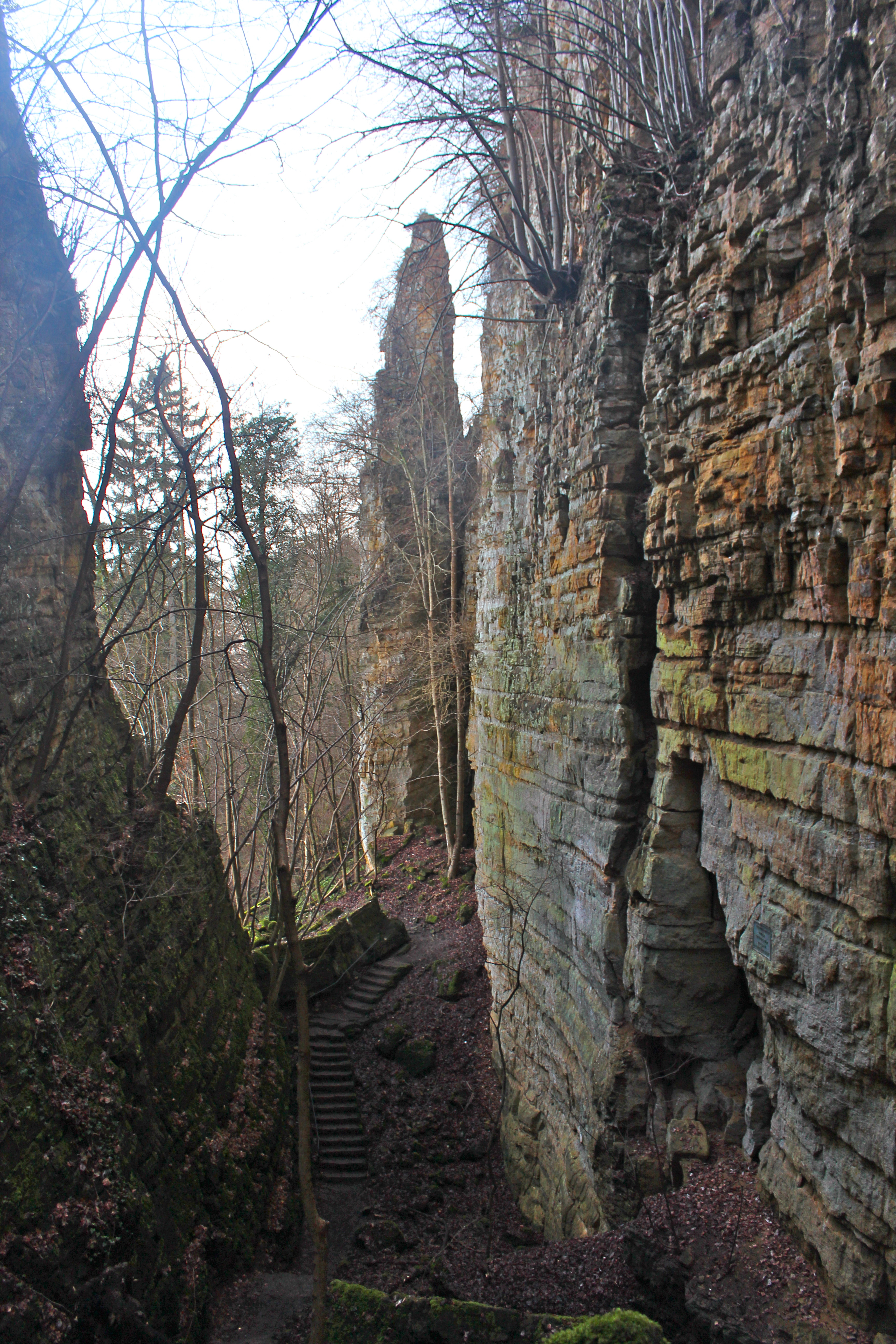
Wolfsschlucht, Echternach

Der Natur- & Geopark Mëllerdall ist ein Luxemburger Zweckverband der elf Mitgliedsgemeinden (Beaufort, Bech, Berdorf, Consdorf, Echternach, Fischbach, Heffingen, Larochette, Nommern, Rosport-Mompach und Waldbillig) und des luxemburgischen Staates. Er wurde am 10. Juni 2016 auf der Grundlage des luxemburgischen Naturparkgesetzes vom 10. August 1993 gegründet und ist somit der dritte Naturpark und der erste Geopark in Luxemburg.

## Lage
Der Natur- & Geopark Mëllerdall liegt im Osten Luxemburgs. Er erstreckt sich vom Alzettetal im Westen bis hin zur deutsch-luxemburgischen Grenze entlang der Sauer im Osten. Dabei dehnt er sich über Teile der drei Kantone Diekirch, Echternach und Mersch aus und orientiert sich an den administrativen Grenzen der elf Mitgliedsgemeinden. Circa 25.500 Menschen wohnen hier auf einer Fläche von rund 256 km2. Echternach ist die größte Stadt der Region und gleichzeitig die älteste Stadt des Luxemburger Landes. Der aktuelle Sitz der Verwaltung des NGPM befindet sich im Theis-Haus in Beaufort.

## Name
„Mëllerdall“ (Müllerthal) ist der Name eines kleinen Weilers in der Gemeinde Waldbillig. Heute hat er sich als raumplanerische Bezeichnung für die Region durchgesetzt - und wird neben dem Natur- & Geopark Mëllerdall auch von den regionalen Strukturen ORT Region Mullerthal – Kleine Luxemburger Schweiz und LEADER Regioun Mëllerdall genutzt. Mëllerdall (lux.) bedeutet „das Tal der Mühlen“ und deutet in diesem Zusammenhang auf die zahlreichen Mühlen hin, die früher entlang der Sauer und ihren Nebenflüssen betrieben wurden.

## Geschichte und Ziele
Die Gründung des Natur- & Geoparks Mëllerdall ist auf die im Jahr 2006 entstandene Arbeitsgruppe „Naturpark Müllerthal“ der Initiative „Regional Initiativ Mëllerdall (RIM)“ zurückzuführen. Im Juni 2016 wurde in einem Bottom-up-Prozess mit Einbindung der lokalen Bevölkerung, den Gemeinden und nationalen Institutionen der Zweckverband „Natur- & Geopark Mëllerdall“ auf der Grundlage des luxemburgischen Naturparkgesetzes vom 10. August 1993 für eine Laufzeit von zunächst zehn Jahren gegründet. Generelles Ziel ist die nachhaltige Regionalentwicklung. Die Ziele des Zweckverbandes sind es, auf Grundlage seines besonderen geologischen Erbes sowohl den Erhalt des natürlichen und kulturellen Erbes zu garantieren als auch eine nachhaltige wirtschaftliche und soziokulturelle Entwicklung zu fördern. Eine zentrale Rolle spielt zudem die Förderung von sanftem Tourismus und nachhaltigen Freizeitaktivitäten. Seit seiner Gründung orientiert er sich an den drei Säulen der nachhaltigen Entwicklung (Wirtschaft, Umwelt und Gesellschaft) und fokussiert sich dabei auf die folgenden sechs Leitthemen: Lebenswerte Region, Wissensvermittlung, Regionale Produkte, Autarke Wasserregion, Holzregion und Vielfältige Landschaft.

## Beratungsdienste und Projekte
Die Ziele werden zurzeit durch die folgenden Beratungsdienste und Projekte angestrebt:

### Regionale Wirtschaft
Das Ziel der Beratungsstelle „regionale Wirtschaft“, ist es die kleinen und mittleren Unternehmen (KMU) bei administrativen Formalitäten zu unterstützen und ihnen eine Hilfestellung für eine Leistungsverbesserung und Fortbildungen zu bieten.

### Regionale Produkte
Der Natur- & Geopark, bietet den regionalen Produzenten eine Unterstützung und Beratung bei der Produktentwicklung, der Produktvermarktung, der Suche nach regionalen Basis-Produkten sowie der Vernetzung mit dem Einzelhandel, der Gastronomie und den Organisatoren von lokalen Märkten. Der Einzelhandel, die Gastronomie und die Gemeinden werden bei ihrer Suche nach regionalen Produkten unterstützt.

### Trinkwasser
Die Gemeinden und Landwirte werden vom Natur- & Geopark zu Themen des Trinkwasserschutzes beraten.
Neben der Aufstellung und Umsetzung von Maßnahmen zum Schutz des Trinkwassers, sowie der Datenauswertung von Grundwasserproben für Gemeinden, werden die Landwirte vor allem im Bereich der Genehmigungen innerhalb der Trinkwasserschutzzonen beraten und bekommen Informationen zu den gesetzlichen Rahmenbedingungen sowie der Grundwasserqualität.

### Myenergy Infostand
Der myenergie Infostand stellt eine Kooperation zwischen dem Natur- & Geopark Mëllerdall und Myenergy dar. Die Menschen werden hier zum nachhaltigen Bauen und energetischen Renovieren beraten. Zudem werden Themen wie erneuerbare Energien, nachhaltige Mobilität, Energiepass, Fördermöglichkeiten und einfache Energieeinsparungen behandelt.

### Ökologischer Dienst und Natura2000-Management
Hinter dem Namen „Natura 2000“, versteckt sich ein europäisches Schutzgebietsnetz für gefährdete oder typische natürliche Lebensräume und Arten. Dieses Netz setzt sich aus Schutzgebieten der Flora-Fauna-Habitat-Richtlinien und der Vogelschutz-Richtlinie zusammen und soll dazu dienen, Pflanzen und Tiere, sowie Lebensräume in ihrem natürlichen Verbreitungsgebiet in ganz Europa zu schützen. Dies soll einen wichtigen Beitrag zum Schutz der biologischen Vielfalt in der EU leisten.

### Naturparkschoul (Naturparkschule)
Das „Naturparkschoul“-Team bietet den Schulen der Region ihre Unterstützt, Beteiligung und pädagogische sowie didaktische Beratung zu den Themen des Natur- & Geoparks Mëllerdall an. Zudem stellen sie pädagogische Materialien und Medien zu den vielfältigen Themen des Natur- & Geoparks im Bereich der Bildung für Nachhaltige Entwicklung bereit und bieten zertifizierte Lehrfortbildungen an. Neben der Vernetzung und Kooperationen mit regionalen und nationalen Akteuren gibt das „Naturparkschoul“-Team den Interessierten auch die Möglichkeit an Workshops und Wanderungen teilzunehmen.

### Geologische Abteilung
Die geologische Abteilung befasst sich mit der Wissenschaft, der Interpretation und der korrekten und verständlichen Vermittlung des geologischen Erbes, wie sie in den Felsen, der Landschaft und den laufenden geologischen Prozessen zu erfassen sind.
Sie ist zuständig für die Sensibilisierung des Zusammenhangs zwischen dem geologischen Erbe und dem natürlichen, kulturellen und immateriellen Erbe.
Ein weiteres Aufgabenfeld der geologischen Abteilung, ist die Förderung und der Schutz des geologischen Erbes, sowohl auf lokaler als auch auf nationaler Ebene. Die Herstellung und Pflege von Kontakten zu nationalen und internationalen Forschungseinrichtungen sowie zu nationalen geologischen Institutionen ist ebenfalls ein Teil ihres Aufgabenfeldes.
Die geologische Abteilung ist zudem für die Kommunikation mit der UNESCO und den UNESCO Global Geoparks verantwortlich.

### Trockenmauer Restaurierung
Die Kunst des Trockenmauerbaus steht auch auf der nationalen Liste des immateriellen Kulturerbes der UNESCO (iki.lu). Im Rahmen dieses INTERREG VA Projektes, hat sich der Natur- & Geopark Mëllerdall zum Ziel gesetzt, das Bewusstsein für diese alte Bautechnik zu stärken, ihre Vergangenheit und Ursprünge zu verstehen, das Fachwissen wiederherzustellen und ihre Inwertsetzung dauerhaft zu sichern.

### Heimisches Holz
Das EU-Förderprogramm LEADER, das von 2018 bis 2020 gefördert wurde, basierte auf eines im Jahr 2014 abgeschlossenen LEADER-Kooperationsprojektes namens „Forest project – Network of densely wooded regions in Europe“. Ziel des Projektes „Holz vun Hei“ war es, die damals gewonnenen Erkenntnisse weiterzuführen und auszubauen. So wurde ein Pilotprojekt im Bereich der modernen Agroforstsysteme gestartet, Weiterbildung, Workshops und Kurse zum Thema Wald und Holz angeboten, sowie die Vielfalt der Verwendungsmöglichkeiten von Holz aufgezeigt. Eine eigene Möbellinie aus lokalem Kiefernholz wurde auf Grundlage dieses Projektes gemeinsam mit der Natur- und Forstverwaltung, sowie den Firmen „Holzbau Neuman“, „Holz Theis“ und der Schreinerei „Knaf-Buchler“ entwickelt.

### GeoTourismus
Der Tourismus im Müllerthal basiert auf der Natur, der Geschichte und der Kultur der Region. Das wichtigste touristische Angebot ist das dichte Netz von regionalen und lokalen Wanderwegen, die durch die beeindruckende Sandsteinlandschaft führen und den Besuch zahlreicher Kulturerbestätte ermöglichen. Mit dem Aufbau und der Weiterentwicklung des touristischen Angebotes wurde die gemeinnützige Organisation ORT MPSL gegründet. Gemeinsam mit elf lokalen Tourismusorganisationen sowie einigen wichtigen Akteuren wie dem HORESCA, CAMPRILUX und AJL, kümmert sich das ORT MPSL um die nachhaltige touristische Entwicklung und Förderung der Region Müllerthal.

## Landschaft und Geologie
Das gesamte Gebiet des NGPM gehört zum Einzugsgebiet der Sauer und umfasst den zentralen Teil der Trier-Luxemburger Bucht. Der geologische Untergrund besteht aus einer Wechselfolge von terrestrischen und flachmarinen mesozoischen Sedimentgesteinen der Trias und des Jura in synklinaler Lagerung. In der Zeit, als sich der Untergrund abwechselnd aus den Schichten Mergel, Dolomit und Sandstein gebildet hat, war die Region von einem flachen Meer bedeckt. Während der Trias haben sich im mittleren Muschelkalk, während des Keupers und in Teilen des unteren Lias durch das Absinken von Tonmineralen, Mergelschichten gebildet. Insbesondere in der Zeit des oberen Muschelkalks wurde durch intensivierte Verdunstung des Meerwassers Dolomit gebildet und im Buntsandstein, im unteren Muschelkalk und im unteren Lias haben sich Sandsteine gebildet. Besonders ist die Schicht des Luxemburger Sandsteins aus der Zeit des unteren Jura (unterer Lias, Hettangium, Angaben von Mio. Jahren). Er wurde aufgrund der besonderen Strömungs- und Ablagerungsbedingungen als nur kleinräumig verbreitete Sandlinse in die ansonsten feinkörnige lothringische Normalfazies eingelagert. Er besteht aus kalkig gebundenem Sandstein und bildet heute eine der imposantesten Sandsteinlandschaften Westeuropas, an deren Felswände zahlreiche Spuren der Sedimentation und Verwitterung zu sehen sind.
Die ehemaligen Meeresablagerungen wurden während des Känozoikums, insbesondere während des Quartärs gehoben und Flüsse schnitten sich (epigenetisch) in den Untergrund ein. Aufgrund der synklinalen Lagerung und der Schichtmächtigkeiten bildete sich eine kleinräumige Schichtstufenlandschaft (ggf. steile Felswände in Sandstein und Dolomit, in Mergeln flachwellige Landschaft) mit einem kleinräumigen Wechsel von tiefen Tälern mit steilen Felswänden und ausgedehnt leicht gewellten Ebenen. Das oberste/jüngste Glied ist der LS, der nur noch stellenweise von einer dünnen Mergelschicht bedeckt ist.
In den Tälern der Region Mëllerdall sind zahlreiche Formen, die von geomorphologischen Prozessen zeugen, zu sehen. Im Luxemburger Sandstein sind vor allem Schlöffe und Klufthöhlen zu beobachten. Sie entstehen, wenn der LS und der darunter liegende Mergel am Talhang angeschnitten sind. Der Sandstein ist durch ein Netz tiefreichender suborthogonaler Klüfte in einzelne Felstrümmer zerlegt. Die Schlöffe und Höhlen entstanden durch den Verwitterungsprozess der Bäche, bei dem die zurückgebliebenen Sandsteintürme auf dem Mergeluntergrund wegrutschten. Die Wabenverwitterung, welche wohl die beeindruckendste Verwitterungsform im Müllerthal darstellt, kann zum Beispiel in den Noumerleeen beobachtet werden. Diese Verwitterungsform entsteht, wenn das kalkhaltige Bindemittel im Luxemburger Sandstein erst gelöst wird und sich dann wieder verfestigt. Mardellen, kleine, abflusslose oft wassergefüllte Senken entstehen durch die Lösung von Gips oder Kalk und nachfolgendes Absacken oder Oberflächen in der Mergellandschaft. Sie sind als Sedimentfallen und Pollenprofile wertvolle Archive der Landnutzungs- und Vegetationsgeschichte.
Eine Ausstellung des Natur- & Geopark Mëllerdall in Beaufort, erklärt die Entstehungsgeschichte der Region im Detail (www.naturpark-mellerdall.lu/neueroeffnung-der-ausstellung/). Insgesamt 22 Geotope gehören dem geologischen Erbe des Natur- & Geopark Mëllerdalls an und stehen oft auch in Zusammenhang mit dem kulturellen und natürlichen Erbe.

## Liste des geologischen Erbes sowie die Aufzählung einiger kultureller und immaterieller Erben

### Geologisches Erbe
1. Aussichtspunkt „Héikräiz“, Heffingen
2. Bachtäler „Haupeschbaach und Halerbaach“, Beaufort
3. Felsformation „Alkummer“, Steinheim
4. Felsformation „Champignon“, Nommern
5. Felsformation „Gefale Leeën“, Rosport
6. Felsformation „Huel Lee / Hohllay“, Berdorf
7. Felsformation „Kuelscheier“, Consdorf
8. Felsformation „Noumerleeën“, Nommern
9. Felsformation „Wollefsschlucht“, Echternach
10. Geolandschaft „Wanterbaach-Siweschlëff“, Berdorf
11. Gipskaul Rosport, Hinkel
12. Kalktuffquelle - Kallektuffquell, Breidweiler
13. Mardelle, Consdorf
14. Rippeger Kopp, Bech
15. Salzmännchegaart, Born
16. Salzwaasserquell, Born
17. Schiessentümpel / Schéissendëmpel, Mullerthal
18. Steekaul Burer Millen, Born
19. Steinbruch „Steekaul Beaufort“, Beaufort
20. Umlaufberg „Thoull“, Echternach
21. Umlaufberg “Hëlt”, Rosport
22. Zeugenberge „Zeiebierg“, Bech

In der Müllerthalregion gibt es neben dem geomorphologischen Erbe auch zahlreiche natürliche, kulturelle und immaterielle Erben zu entdecken, die ab der Altsteinzeit an datiert sind.
Im Folgenden einige Beispiele:

### Loschbour
Im Jahr 1935 wurde unter einem Felsüberhang mit Kalktuff das älteste menschliche Skelett Luxemburgs, welches aus der Mittelsteinzeit stammt, gefunden. Es ist von großer Bedeutung, da es als internationale Referenz für die DNA dieser Zeit steht.

### Springprozession
Die national bekannte alljährliche Springprozession, die zu Ehren des heiligen Willibrord in Echternach stattfindet, wurde 2010 in die Repräsentative Liste des immateriellen Kulturerbes der UNESCO aufgenommen. Diese religiöse Prozession versammelt jedes Jahr einen Tag nach Pfingstmontag zahlreiche Pilger.

### Burgen
Burgen wie das Renaissanceschloss in Beaufort und die aus dem 14. Jahrhundert stammende Burg in Larochette sind der NGPM-Region erhalten geblieben.

### Farne und Kiefern
Der Mensch hat die einst ursprüngliche Naturlandschaft bereits zur Zeit der Römer vollständig in eine Kulturlandschaft umgewandelt und ein Reichtum an Pflanzengesellschaften geschaffen. Einige seltene Relikte, die in engem Zusammenhang mit der Geologie der Standorte stehen, gilt es heute zu schützen. Zu diesen zählen u. a. Farne, welche im NGPM in schmalen offenen Fugen anzutreffen sind, oder Kiefern, die man an den Rändern von Hochebenen beobachten kann.

## UNESCO global Geopark
Da die Landschaft der Müllerthalregion von einer besonderen Geologie geprägt ist und diese eine zentrale Rolle für den Natur- & Geopark spielt, hat er sich dazu entschlossen eine Kandidatur für den Titel des UNESCO Global Geopark einzureichen. Nachdem diese abgelehnt worden war, entschied er sich 2020 erneut eine Kandidatur einzureichen. 2022 wurde der Natur- und Geopark „Mëllerdall“ dann in das internationale Netzwerk der UNESCO Global Geoparks aufgenommen. Die eingereichten Bewerbungsunterlagen können auf der Webseite des Parks eingesehen werden.